# Стандарты качества образования
Стандарты качества образования — это совокупность требований, предъявляемых к знаниям выпускников учебных заведений, и обязательных при реализации основной образовательной программы образовательного учреждения.
Что включает стандарт:
Что обеспечивает стандарт:

## история развития ФГОС
Историю развития ФГОС можно начать с письма Министерства образования и науки, которое Вы можете прочитать перейдя по ссылке:
Информационно-правовой портал "Гарант"
https://web.archive.org/web/20130806210644/http://standart.edu.ru/catalog.aspx?CatalogId=2589

## стандарты качества общего образования
Общее образование — первый уровень образования — не профессиональное и не специальное образование. В настоящее время, к общему образованию в широком смысле принято относить следующие составляющие: дошкольное, начальное общее, основное общее, среднее (полное) общее и дополнительное образование детей. Иногда, дошкольное и/или начальное общее образование не включаются в понятие общее образование и рассматриваются отдельно. В России и некоторых других странах, три уровня — начальное общее, основное общее и среднее (полное) общее, иногда называют средним образованием, так как они включены в школьное образование и преподаются в средних школах. Общее образование

## Стандарты качества профессионального образования
Профессиональный стандарт — это нормативный документ, включающий в себя подробное описание (характеристику) измеряемых требований к результатам и качеству выполнения работниками своих функций в рамках конкретного вида профессиональной деятельности (профессии), выраженных в терминах компетенций.
Для чего нужны стандарты?
Во-первых,для  обеспечения высокого качества профессиональной деятельности на основе единых требований к выполняемым функциям.
Во-вторых, для формирования стандартов профобразования и модульных программ обучения, основанных на компетенциях.
В-третьих, для разработки механизмов оценки выпускников учебных заведений профобразования, а также персонала различных уровней в ходе процедур сертификации (аттестации.
В-четвертых, для формирования национальной рамки квалификаций.
Основные положения см. по ссылке: Профессиональные стандарты. Архивная копия от 4 марта 2016 на Wayback Machine

## Стандарты качества управления образованием
В Российской Федерации стандарты качества управления образованием были приняты с 17 июля 1998 г. № 1941 приказом Министерства образования России. Этим приказом была утверждена структура центрального аппарата министерства, включающая в себя подразделение  Управления контроля качества образования.
Управление качеством образования выполняет функции такие, как:  
- системообразующий компонент в системе деятельности внешкольных учреждений;
- обеспечение целенаправленной работы всех субъектов педагогического процесса;
- создание гибких организационных структур;
- создание многообразных образовательных и развивающих программ.

Управление качеством образования реализуется на трёх уровнях:
1. Стратегический: директор взаимодействует с региональными управленческими структурами для определения социального заказа и выработки нормативно-правовой базы.
2. Тактический: разработка директором и его заместителями программ развития УДО, Устава, программ отделов и др. и обеспечение внутреннего контроля.
3. Оперативный: включение педагогов дополнительного образования в реализацию функций управления.

Более полная информация по ссылке: Управление качеством дополнительного образования

## Международные стандарты качества
Основополагающим стандартом серии стандартов качества является документ ISO 9000 "Стандарты на управление качеством и обеспечение качества. Руководящие положения по выбору и применению". Он определяет основные принципы политики руководства организаций в области обеспечения качества, описывает три возможных модели управления, устанавливает и разъясняет взаимосвязь между различными понятиями в области качества. Стандарт устанавливает новое для экономических процессов понятие "степень подтверждения", определяющее представление потребителю (заказчику) доказательств того, что система управления качеством и продукция изготовителя (поставщика) соответствует установленным в договорах техническим требованиям. В стандарте ISO 9004 "Система качества. Элементы системы управления качеством. Руководящие положения" рассматриваются 20 элементов системы управления качеством на предприятии и их применение. На основе рекомендаций этого стандарта руководитель предприятия может выбрать соответствующие элементы управления, отвечающие специфике организации. Используя рекомендации стандарта при проектировании системы управления качеством можно сократить затраты и одновременно, за счёт применения уже апробированного опыта, повысить экономический эффект от проектируемой системы.
Три модели обеспечения качества, входящие в состав стандартов серии ISO 9000, отражают различные виды (сочетания) производственных этапов предприятия, которые могут быть сертифицированы. Они позволяют сделать обоснованный выбор заказчику и поставщику продукции, а также корректно зафиксировать взаимные обязательства в договоре (контракте) на разработку, поставку или испытание продукции.
Первая модель - стандарт ISO 9001 "Система качества. Модель обеспечения качества на стадиях разработки (проектирования, производства, монтажа и обслуживания)". Он используется тогда, когда изготовитель (поставщик) должен обеспечить соответствие продукции установленным требованиям на всех стадиях жизненного цикла продукции - от проектирования до обслуживания. Область организационного применения - договор (контракт) на поставку, включающий проведение опытно-конструкторских работ. Требования к продукции выражаются в основном с позиций эксплуатационных характеристик. Данная первая модель качества содержит наиболее полный набор требований при строгом соблюдении всех элементов управления качеством.
Вторая модель - стандарт ISO 9002 "Система качества. Модель обеспечения качества на стадиях производства и монтажа". Стандарт применяется в условиях, когда требования к продукции устанавливаются с точки зрения уже разработанного проекта. В этих случаях необходимо подтвердить возможности изготовителя (поставщика) в части производства и монтажа продукции. Хотя в договоре (контракте) рекомендуется использовать полный набор требований, строгость соблюдения некоторых из элементов управления качеством может быть ослаблена.
Третья модель - стандарт ISO 9003 "Система качества. Модель обеспечения качества на стадии контроля и испытания готовой продукции". Эта модель устанавливает возможности и обязанности изготовителя (поставщика) в части контроля и испытания поставляемой продукции. Третья модель качества может содержать полный набор требований или только часть наиболее важных элементов.